# 짐나스틱 데 타라고나
클루브 짐나스틱 데 타라고나(Club Gimnàstic de Tarragona)는 스페인 카탈루냐 지방의 도시인 타라고나를 연고로 하는 축구 클럽이다. 이 클럽은 1914년에 창단되었으며 스페인에서 가장 오래된 축구 클럽 가운데 하나로 손꼽힌다. 현재 프리메라 페데라시온에서 활동하고 있다.

## 선수 명단

### 현역
참고: FIFA 자격 규정에 따라 소속된 국가대표팀 국기를 표시합니다. 선수는 복수의 FIFA 비회원국 국적을 가지고 있을 수 있습니다.
| 번호 | 포지션 | 국적 | 이름 |
| ---- | ------ | ---- | ---- |

| 번호 | 포지션 | 국적 | 이름 |
| ---- | ------ | ---- | ---- |

## 역대 감독
| 감독                        | 임기        |
| --------------------------- | ----------- |
| 라울 롱이                   | 1993        |
| 호세 루이스 로메로 로블레도 | 1998 ~ 1999 |
| 주제프 마리아 노게스        | 1999 ~ 2002 |
| 비센테 모레노               | 2013 ~ 2016 |